# Neocompsa albopilosa
Neocompsa albopilosa är en skalbaggsart som först beskrevs av Martins 1962.  Neocompsa albopilosa ingår i släktet Neocompsa och familjen långhorningar. Inga underarter finns listade i Catalogue of Life.